# Nahorna (obwód brzeski)
Nahorna (biał. Нагорнае, Nahornaje; ros. Нагорное, Nagornoje) – wieś na Białorusi, w obwodzie brzeskim, w rejonie baranowickim, w sielsowiecie Wolna.
W dwudziestoleciu międzywojennym wieś leżała w Polsce, w województwie nowogródzkim, w powiecie baranowickim. W 2006 roku zmieniono nazwę z Nahornaja (biał. Нагорная; ros. Нагорная, Nagornaja) na Nahornaje.